# 並聯電路

由直流電壓源（例如，電池）和三個電阻器構成的並聯電路。

幾個電路元件的兩端分別連接於兩個節點，此種連接方式稱為並聯。連接點稱為節點。以並聯方式連接的電路稱為並聯電路。從並聯電路的電源給出的電流等於通過每個元件的電流的代數和，給出的電壓等於每個元件兩端的電壓。並聯電路也被稱為“分流電路”。
幾個電路元件沿著單一路徑互相連接，每個節點最多只連接兩個元件，此種連接方式稱為串聯。以串聯方式連接的電路稱為串聯電路。從串聯電路的電源給出的電流等於通過每個元件的電流，給出的電壓等於每個元件兩端的電壓的代數和。
串聯和並聯是兩種常見的基本連接方式。電路元件也可以以其它種方式連接在一起。例如，星形電路或三角形電路。

## 概述
思考由兩個同樣電阻的電燈泡與一個9 V 電池的連接方式，將導線從電池正極連接到電燈泡A的銅片，再從電燈泡A的燈頭尖端連接到電燈泡B的銅片，再從電燈泡B的燈頭尖端連接到電池負極，構成一個連續的閉合迴圈，則這些電燈泡與電池是以串聯方式連接成串聯電路。通過每一個電燈泡的電流都相等。每一個電燈泡的銅片與燈頭尖端的電壓為4.5 V。假設其中有一個電燈泡燒壞了，則會形成斷路，另外一個電燈泡也無法通電發亮。
換另一種連接方式，將一條導線從電池正極連接到電燈泡A的銅片，再連接到電燈泡B的銅片，又將另一條導線從電池負極連接到電燈泡A的燈頭尖端，再連接到電燈泡B的燈頭尖端，則這些電燈泡與電池是以並聯方式連接成並聯電路。每一個電燈泡的銅片與燈頭尖端的電壓為9 V。通過每一個電燈泡的電流都相等，其代數和為電池給出的電流。假設其中有任意一個電燈泡燒壞了，另外一個電燈泡仍舊會通電發亮，而且通過的電流會加倍。

## 電阻器

如圖所示，{\displaystyle n}個電阻器並聯在一起。現將電源連接於這並聯電路的兩端。根據歐姆定律，第{\displaystyle k}個電阻器兩端的電壓{\displaystyle v_{k}}等於通過的電流{\displaystyle i_{k}}乘以其電阻{\displaystyle R_{k}}：
{\displaystyle v_{k}=i_{k}R_{k}}。
按照克希荷夫電壓定律，電源兩端的電壓{\displaystyle v}等於每一個電阻器兩端的電壓：
{\displaystyle v=v_{1}=v_{2}=\cdots =v_{n}}。
根據克希荷夫電流定律，從電源給出的電流{\displaystyle i}等於通過每一個電阻器的電流的代數和：
{\displaystyle i=i_{1}+i_{2}+\cdots +i_{n}={\frac {v}{R_{1}}}+{\frac {v}{R_{2}}}+\cdots +{\frac {v}{R_{n}}}}。
所以，{\displaystyle n}個電阻器並聯的「等效電阻」{\displaystyle R_{eq}}為
{\displaystyle {\frac {1}{R_{eq}}}={\frac {1}{R_{1}}}+{\frac {1}{R_{2}}}+\cdots +{\frac {1}{R_{n}}}}。
滿足歐姆定律，電源兩端的電壓等於給出的電流乘以等效電阻：
{\displaystyle v=iR_{eq}}。
電導{\displaystyle G}是電阻的倒數：
{\displaystyle G=1/R}。
{\displaystyle n}個电阻器並聯的等效电導{\displaystyle G_{eq}}為
{\displaystyle G_{eq}=G_{1}+G_{2}+\cdots +G_{n}}；
其中，{\displaystyle G_{i}=1/R_{i}}是第{\displaystyle i}個電阻器的電導。

## 電容器

如右圖所示，{\displaystyle n}個電容器並聯在一起。現將電源連接於這並聯電路的兩端。從電容的定義，可以得到，通過第{\displaystyle k}個電容器的電流{\displaystyle i_{k}}等於其電容{\displaystyle C_{k}}乘以其兩端的電壓變率{\displaystyle {\frac {\mathrm {d} v_{k}}{\mathrm {d} t}}}：
{\displaystyle i_{k}=C_{k}{\frac {\mathrm {d} v_{k}}{\mathrm {d} t}}}。
按照克希荷夫電壓定律，電源兩端的電壓等於每一個電容器兩端的電壓：
{\displaystyle v=v_{1}=v_{2}=\cdots =v_{n}}。
根據克希荷夫電流定律，從電源（直流電或交流電）給出的電流{\displaystyle i}等於通過每一個電容器的電流的代數和：
{\displaystyle i=i_{1}+i_{2}+\cdots +i_{n}=(C_{1}+C_{2}+\cdots +C_{n}){\frac {\mathrm {d} v}{\mathrm {d} t}}}。
所以，{\displaystyle n}個電容器並聯的等效電容{\displaystyle C_{eq}}為
{\displaystyle C_{eq}=C_{1}+C_{2}+\cdots +C_{n}}。

## 電感器

如右圖所示，{\displaystyle n}個電感器並聯在一起，類似前面所述方法，可以計算出其等效電感{\displaystyle L_{eq}}為
{\displaystyle {\frac {1}{L_{eq}}}={\frac {1}{L_{1}}}+{\frac {1}{L_{2}}}+\cdots +{\frac {1}{L_{n}}}}；
其中，{\displaystyle L_{i}}是第{\displaystyle i}個電感器的電感。
由於電感器產生的磁場會與其鄰近電感器的纏繞線圈發生耦合，很難避免緊鄰的電感器彼此互相影響。物理量互感{\displaystyle M}能夠給出對於這影響的衡量。上述方程式描述{\displaystyle n}個電感器無互感並聯的理想案例。
由電感分別為{\displaystyle L_{1}}、{\displaystyle L_{2}}，互感為{\displaystyle M}的兩個電感器構成的並聯電路，其等效互感{\displaystyle L_{eq}}為：
- 假設兩個電感器分別產生的磁場或磁通量，其方向相同，則稱為「並聯互助」，以方程式表示，

{\displaystyle L_{eq}={\frac {L_{1}L_{2}-M^{2}}{L_{1}+L_{2}-2M}}}。
- 假設兩個電感器分別產生的磁場或磁通量，其方向相反，則稱為「並聯互消」，以方程式表示，

{\displaystyle L_{eq}={\frac {L_{1}L_{2}-M^{2}}{L_{1}+L_{2}+2M}}}。
對於具有三個或三個以上電感器的並聯電路，必需考慮到每個電感器自己本身的自感和電感器與電感器之間的互感，這會使得計算更加複雜。

## 被動元件

如右圖所示，{\displaystyle n}個被動元件並聯在一起，其等效阻抗{\displaystyle Z_{eq}}為
{\displaystyle {\frac {1}{Z_{eq}}}={\frac {1}{Z_{1}}}+{\frac {1}{Z_{2}}}+\cdots +{\frac {1}{Z_{n}}}}；
其中，{\displaystyle Z_{i}}是第{\displaystyle i}個元件的阻抗。
對於{\displaystyle n=2}案例，
{\displaystyle Z_{eq}={\frac {Z_{1}Z_{2}}{Z_{1}+Z_{2}}}}。
以實部項目電阻{\displaystyle R_{eq}}和虛部項目電抗{\displaystyle X_{eq}}表示，
{\displaystyle Z_{eq}=R_{eq}+jX_{eq}}；
其中，
{\displaystyle R_{eq}={\frac {(X_{1}R_{2}+X_{2}R_{1})(X_{1}+X_{2})+(R_{1}R_{2}-X_{1}X_{2})(R_{1}+R_{2})}{(R_{1}+R_{2})^{2}+(X_{1}+X_{2})^{2}}}}、
{\displaystyle X_{eq}={\frac {(X_{1}R_{2}+X_{2}R_{1})(R_{1}+R_{2})-(R_{1}R_{2}-X_{1}X_{2})(X_{1}+X_{2})}{(R_{1}+R_{2})^{2}+(X_{1}+X_{2})^{2}}}}。

## 開關
兩個以上開關並聯在一起，會形成邏輯或電路。假設連接電源於這電路的兩端，則只要其中任意一個開關為閉合時，電流就會流通。更詳盡細節，請參閱條目或閘。

## 電池
假設一個電池組是以幾個單電池以並聯方式連接成電源，則此電源兩端的電壓等於每一個單電池兩端的電壓。例如，假設一個電池組內部含有四個單電池並聯在一起，它們共同給出1安培電流，則每一個單電池給出0.25安培電流。很多年前，並聯在一起的電池組時常會被使用為無線電接收機內部真空管燈絲的電源，但這種用法現在已不常見。

## 雙埠網路
{\displaystyle n}個雙埠網路也可以以並聯方式連接在一起。

## 參閱
- 等效阻抗變換（equivalent impedance transforms）